# Parte real
Em Matemática, a parte real é o primeiro elemento do par ordenado de números reais que representam um número complexo. Um número cuja parte real seja {\displaystyle 0} é chamado de número imaginário.

## Notação
A notação para a parte real de um número complexo não é universal. Porém, é comum o uso de {\displaystyle \operatorname {Re} (z)\,\!} ou {\displaystyle {\mathfrak {R}}(z)\,\!} para representá-la.

## Formas de cálculo
Podemos obter a parte real de um complexo {\displaystyle z\,\!} de diversas maneiras:
- Dado {\displaystyle z=x+yi\,\!} (forma retangular de um número complexo), temos {\displaystyle {\mathfrak {R}}(z)=x\,\!};
- Dado {\displaystyle z=r(\cos \theta +i\sin \theta )=re^{i\theta }\,\!} (forma polar e forma exponencial de um número complexo), temos {\displaystyle {\mathfrak {R}}(z)=r\cos \theta };
- Recorrendo ao conjugado de um número complexo, podemos calcular {\displaystyle {\mathfrak {R}}(z)={\frac {z+{\overline {z}}}{2}}}.